# Rikokatsu
Rikokatsu (リコカツ?) è una serie televisiva giapponese del 2021.

## Trama
Saki Mizuguchi e Obara Koichi sono letteralmente l'uno l'opposto dell'altro: la prima lavora in una rivista di moda e ha un carattere non solo estremamente spigliato, ma anche tendenzialmente libertino; il secondo invece, cresciuto in una famiglia ancorata a valori tradizionali, ha un modo di fare più tranquillo ed è sostanzialmente un puritano. Dopo il "colpo di fulmine", i due decidono di sposarsi immediatamente saltando l'intera fase del fidanzamento, tuttavia ben presto iniziano a venire a galla i primi problemi, causati dalle inconciliabili differenze dei loro caratteri.
I due avrebbero intenzione di risolvere la questione nel modo più rapido e indolore possibile, ossia con un divorzio; non sanno però come fare a comunicare la decisione alle rispettive famiglie, agli amici e anche ai colleghi: avendo tutti loro presenziato al matrimonio pochissimo tempo prima, temono infatti di fare ai loro occhi una pessima e imbarazzante figura.